# Liste der Monuments historiques in Saint-Genès-de-Castillon
Die Liste der Monuments historiques in Saint-Genès-de-Castillon führt die Monuments historiques in der französischen Gemeinde Saint-Genès-de-Castillon auf.

## Liste der Bauwerke
| Bezeichnung           | Beschreibung                  | Standort | Kennzeichnung | Schutzstatus | Datum | Bild |
| --------------------- | ----------------------------- | -------- | ------------- | ------------ | ----- | ---- |
| Herrenhaus in Gravoux | Erbaut im 14./15. Jahrhundert | (Lage)   | PA00083741    | Inscrit      | 1964  |      |

## Liste der Objekte
| Bezeichnung               | Beschreibung                             | Standort      | Kennzeichnung | Schutzstatus | Datum | Bild |
| ------------------------- | ---------------------------------------- | ------------- | ------------- | ------------ | ----- | ---- |
| Skulptur Madonna mit Kind | Holz, polychrom gefasst, 18. Jahrhundert | in der Kirche | PM33002551    | Inscrit      | 2005  |      |